# Имавере
И́мавере (эст. Imavere) — деревня в волости Ярва уезда Ярвамаа, Эстония.
До административной реформы местных самоуправлений Эстонии 2017 года входила в состав волости Имавере и была её административным центром.

## География
Расположена в 35 километрах к югу от волостного центра — посёлка Ярва-Яани — и в 20 километрах к юго-востоку от уездного центра — города Пайде. Высота над уровнем моря — 69 метров.

## Население
По данным переписи населения 2011 года, в Имавере проживали 447 человек, из них 444 (99,3 %) — эстонцы.
По данным переписи населения 2021 года, в деревне проживали 415 человек, из них 411 (99,0 %) — эстонцы.
Численность населения деревни Имавере по данным переписей населения:
| Год  | 1959 | 1970  | 1979  | 1989  | 2000  | 2011  | 2021  |
| ---- | ---- | ----- | ----- | ----- | ----- | ----- | ----- |
| Чел. | 134  | ↘ 100 | ↗ 345 | ↗ 506 | ↘ 494 | ↘ 447 | ↘ 415 |

## История
Первое упоминание о деревне относится к 1454 году (Ymmover), в 1583 году упоминается Imawier.
В 1833 году в деревне была открыта школа.
В 1920 году, в ходе земельной реформы, на землях мызы Иммафер (Имавере, нем. Immafer, эст. Immavere mõis) было создано поселение Имавере. В 1977 году поселение получило статус деревни.
В советское время деревня была центром Имавереского сельсовета. Здесь работали центральная контора колхоза «Имавере» (средняя численность его работников в 1978 году составляла 508 человек), 8-классная школа, дом культуры, почтовое отделение и библиотека. До 1976 года в деревне действовал I цех Пайдеского молочного комбината, основанный в 1903 году как первый в Эстонии крестьянский кооператив молочного хозяйства. В его здании позже был открыт Эстонский музей молочного хозяйства.
В современных границах деревня Имавере охватывает большую часть бывших земель деревни Яравере и бывшую деревню Курекюла.

## Инфраструктура
В Имавере находятся:
- Имавереская основная школа;
- «Лесопильня Имавере» акционерного общества «Стора Енсо Ээсти» (Stora Enso Eesti AS Imavere Saeveski);
- корчма «Имавере».

## Достопримечательности
- Мыза Имавере;
- Эстонский музей молочного хозяйства;
- здание «Молочного общества Имавере», памятник архитектуры[15];
- каменный могильник, памятник археологии первой половины 1-го тысячелетия[16]:
- страусиная ферма на хуторе Сасси, где кроме эму можно увидеть павлинов, нанду, фазанов, индюков и других птиц, а также покататься на пони[17][18].

## Происхождение топонима
Название Имавере происходит от личного имени Има, Иммо (Ima, Immo), которое считается как древним эстонским именем, так и сокращением имени германского происхождения.

## Программа защиты эстонской архитектуры 20-го столетия
По инициативе Министерства культуры Эстонии, Департамента охраны памятников старины, Эстонской академии художеств и Музея архитектуры Эстонии в период с 2008 по 2013 год в рамках «Программы защиты эстонской архитектуры 20-го столетия» была составлена база данных самых ценных архитектурных произведений Эстонии XX века. В ней содержится информация о зданиях и сооружениях, построенных в 1870—1991 годы, которые предложено рассматривать как часть архитектурного наследия Эстонии и исходя из этого или охранять на государственном уровне, или взять на учёт. В этой базе данных есть объекты, расположенные в деревне Имавере:
- здание Имаверекого сельсовета, Вильяндиское шоссе 6, 1974 год, архитектор Т. Торим, используется, состояние хорошее[21];
- контора Имавереского колхоза, улица Кийгевере 5, 1986—1987 годы, архитектор Эль Вяэртныу[эст.], используется, состояние хорошее[22];
- магазин Выхмаского Союза потребителей, Вильяндиское шоссе 10, 1930-е годы, используется, состояние хорошее[23].